# 卡尼期洪積事件
卡尼期洪積事件（英語：Carnian Pluvial Event，簡稱）是發生在晚三疊世早期的卡尼期的一场绵延200万年的全球氣候變化时期，距今約2.34億到2.32億年前。此時期的特徵是來自高等植物的化石分子（正構烷烴）的碳穩定同位素（δ13C）和總有機碳中有大約4‰的負移 。於牙形磷灰石中發現的氧穩定同位素（δ18O）的約1.5‰負移表明該時期出現了全球性的升溫。在卡尼期洪積事件期間，負責生產碳酸鈣的生物發生了重大變化。在意大利南部的深水環境中觀察到此時期碳酸鹽沉澱發生了停止，原因可能為碳酸鹽補償深度（CCD）升高。
这个时期是生物种类发生重大更替的時期，生物的進化向前邁進了一大步，菊石、牙形石、苔蘚蟲和海百合的滅絕率在此時期增高，恐龍和哺乳形类在這個時期之後開始出現。

## 氣候
卡尼期洪積事件中的地球明顯變得更加潮濕，三疊紀晚期的干旱氣候在卡尼期洪積事件到來後也迎來了中断。 卡尼期洪積事件期間降雨增加的證據是：
一、該時期的土壤表現出了熱帶潮濕氣候的典型特徵，即為有機土及潮土；
二、該時期的植被特征為更適合潮濕氣候的吸濕性孢粉學；
三、由於陸地的風化增強以及徑流的增加，矽質碎屑進入盆地；
四、琥珀在該時期地質層中的廣泛存在。 
然而，潮濕的氣候在這個時期依然會被乾燥的氣候週期性地打斷。
對牙形磷灰石進行的氧同位素分析顯示該時期出現了大約1.5‰的負移。 負δ18- O偏移表明CPE期間全球平均氣溫上升了約3至4 °C。由於過大的注水量，在該時期海水鹽度出現了分佈不均的現象。

## 對生物的影響
卡尼期洪積事件使牙形石、菊石、苔蘚蟲、綠藻門遭受了毀滅性的打擊，導致這些生物在該時期數目銳減。但主要還是來源於其他生物如恐龍、珊瑚和海百合對己方生態位的衝擊。
恐龍：已知最古老的恐龍之一（始盜龍屬）的化石年齡可追溯到2.303億至2.314億年前。這一年齡與卡尼期洪積事件的结束年份非常相似（約2.309億年前）。
鈣質超微化石：第一批浮游藻類鈣化發生在卡尼期洪積事件之後，可能是鈣質雙胞藻，即甲藻的鈣質囊。

## 可能的事件原因

### 蘭戈利亞火山爆發
一種假設認為，蘭戈利亞（今加拿大西部）火山爆發是卡尼期洪積事件的導火索之一。火山爆發發生於2.34億年前，產生了大量的二氧化碳，使得全球氣候變暖，促使大氣水迴圈加速，雨量激增。

### 辛梅利亞造山運動
根據另一種假設，“卡尼期洪積事件”是一種區域性氣候擾動，主要在特提斯海西部可見，並且與辛梅利亞造山運動形成的新山脈有關，該造山運動是由該地區東部的北特提斯海分支關閉所致。新的山脈在勞拉西亞的南側（現位於歐洲大陸）開始形成，而後如喜馬拉雅山如今對印度洋所致的那般，在海洋和大陸之間保持了強烈的壓力梯度，從而產生了季風。 因此，夏季季風被辛梅利亞山脈攔截，並因此產生了強降雨，從而解釋了特提斯海西部沉積物向潮濕氣候轉變的原因。